# FTVテレポート
『FTVテレポート』 （エフ・ティー・ブイ テレポート） は、福島テレビ（FTV）で夕方に放送されていた福島県向けのローカルワイドニュース番組。
ただし、1973年10月1日から1976年3月26日までは、情報番組として放送していた（後述）。

## 概要

### 情報番組時代
1966年5月から1972年6月まで『こんにちは!FTVです』『FTVワイドショーふくしま』といった自主制作の情報番組（ワイドショー）を放送した後、新たに1973年10月に月曜から金曜までの夕方帯の情報番組として開始。1973年10月から1976年3月までは、18時から18時半までは各コーナーを放送し、18時30分からは全国ニュースの『JNNニュースコープ』、6時50分からはローカルニュースの『FTVニュース』をそれぞれ内包した1時間番組であった。
1983年刊行の『福島テレビ20年史』によると、『テレポート』というタイトルは、全国のテレビ局の番組表をまとめた冊子（コンパラグラフ）を見ていたFTVの社員が、当時千葉テレビで放送されていた『午後のテレポート』から拝借してきて、『テレポートふくしま』という仮タイトルをつけ、それが『FTVテレポート』になったという記述がある。また1993年刊行の『福島テレビ30年史』には、テレビレポートニュースの略語（造語）であり、「取材班（=漁船）が帰ってくるポート（=港）でもある」という理由付けされたとの記述もある。

### ワイドニュース番組時代
1974年に『CBCニュースワイド』（中部日本放送）が始まるなど、ワイドニュース番組に対するJNN系列内や局内での必要性の高まりを受け、1976年3月29日から情報番組からローカルワイドニュース番組に企画変更。1977年4月には、『JNNニュースコープ』の放送時間拡大に伴い、番組内包を解消し、1時間から30分番組に縮小した。
1976年以降のオープニングは、タイトルロゴは一切表示せず、放送当日に取材した福島県内の表情などニュース映像を映したものとなっていた。その代わりに、放送開始15秒前には、タイトルロゴと当日の放送内容を字幕スーパーで表示させた後、18時の時報を挿入させてオープニングに入る構成となっていた。
初代メインキャスターは遠藤卓（当時FTVアナウンサー）で、1978年10月からは原國雄（当時FTVアナウンサー）が担当し、10年半担当した（1996年には金曜・土曜担当として復帰）。
1982年10月20日放送では、1983年時点で最高視聴率25.0%を記録。

### FNN加盟とスーパータイム開始以後
1983年4月1日に、FTVが加盟するニュースネットワークがJNNからFNNへネットチェンジ。全国ニュースが『JNNニュースコープ』から30分繰り上がり、18時から『FNNニュースレポート6:00』がネット開始。これに伴い、『FTVテレポート』も月曜から金曜の放送時間が18時30分へ変更。1983年4月2日には、18時から土曜日の放送が開始される。同時にキャスターのシフトが、月曜から木曜と金曜・土曜に分かれて担当するようになった。1984年3月12日からは、放送が第1スタジオから新設した第2スタジオへ移り、ニュース番組では全国に先駆けてステレオ放送を開始した。 
1984年10月1日の『FNNスーパータイム』が開始するも、『スーパータイム』のタイトルは1997年の番組終了まで使用せず『FTVテレポート』を継続して使用。全国ニュース（『FNNスーパータイム』）と18時20分からのローカルニュース（『FTVテレポート』）の2部構成となる。1986年1月6日からは全国ニュースを内包し、『FNN FTVテレポート』として放送。同時に天気予報のコーナーは分離させ、18時55分から5分番組の『お天気リポート』で放送する形を取った。 
1993年3月28日までは日曜日のみ『FNNスーパータイム』のタイトルで放送したが、1993年4月4日から『FTVテレポート』へタイトルを統一した。 
1995年10月からは新たに竣工した情報センター内の第3スタジオへ移り、1996年7月からは直前の平日夕方17時25分から情報番組『テレポート525』が開始。キャスターは『FTVテレポート』と兼任して担当した。 

### 相次ぐタイトル変更と消滅
1997年3月の『スーパータイム』の終了と『FNNニュース555 ザ・ヒューマン』の開始に伴い、タイトルを全国ニュースに合わせ、『テレポート ザ・ヒューマン』へ改題。1998年からは『FNNスーパーニュース』開始で、さらに『FTVスーパーニュース テレポート』へ改題。同時に情報番組パートとして放送されてきた『テレポート525』とローカルニュースパートが統合し、『テレポート』が開始。
2000年4月3日からは、平日17時から2時間の夕方ワイド番組『Lばんテレポート』が始まったことに伴い、ローカルニュースパートから『テレポート』のタイトルが消え、『FTVスーパーニュース』へ改題。2003年3月31日から『Lばんスーパーニュース』が始まったことにより、1973年10月から29年半使用されてきた『テレポート』のタイトルが消滅した。
2018年4月2日からは、『FTVテレポートプラス』を開始させ、『テレポート』の名称を15年ぶりに復活させた。2019年4月1日からは『テレポートプラス』のタイトルで放送している。

### その他
JNN加盟時代にはJNN東北・北海道交換ニュース（当放送局と北海道放送・青森テレビ・岩手放送・東北放送）も放送。担当は1983年に開局したテレビユー福島に受け継がれた。
フジテレビやほとんどの系列局が「スーパータイム」のタイトルを使用していた中で、一部のFNN系列局と同じく『FNNスーパータイム』などに統一しなかったが、『スーパータイム』が1996年10月にオープニング演出を大幅に簡略化した際は放送時間を17:59.45からに変更し、冒頭20秒間は福島テレビからニュースヘッドラインを伝え、18:00.05からフジテレビ送出の映像に切り替えた。

## 歴代出演者
| 期間      | 期間       | 男性                     | 男性                     | 男性         | 女性                                      | 女性                                      | 女性         |
| 期間      | 期間       | 月 - 木曜日              | 金曜日                   | 土曜日       | 月 - 木曜日                               | 金曜日                                    | 土曜日       |
| --------- | ---------- | ------------------------ | ------------------------ | ------------ | ----------------------------------------- | ----------------------------------------- | ------------ |
| 1973.10.1 | 1973.12.28 | 石崎二郎                 | 石崎二郎                 | （放送なし） | 鈴木幾代 安田美穂子                       | 鈴木幾代 安田美穂子                       | （放送なし） |
| 1974.1.4  | 1974.3.29  | 石崎二郎                 | 石崎二郎                 | （放送なし） | 安田美穂子 高橋とみ子 小貫恵子            | 安田美穂子 高橋とみ子 小貫恵子            | （放送なし） |
| 1974.4.1  | 1974.8.30  | 中村要輔                 | 中村要輔                 | （放送なし） | 高橋とみ子 小貫恵子 柳原ミエ子            | 高橋とみ子 小貫恵子 柳原ミエ子            | （放送なし） |
| 1974.9.2  | 1974.9.27  | 中村要輔                 | 中村要輔                 | （放送なし） | 柳原ミエ子 川口桂 後藤みどり              | 柳原ミエ子 川口桂 後藤みどり              | （放送なし） |
| 1974.9.30 | 1974.12.27 | 稲川英雄 高橋雄一        | 稲川英雄 高橋雄一        | （放送なし） | 後藤みどり 吉井真美子                     | 後藤みどり 吉井真美子                     | （放送なし） |
| 1975.1.6  | 1975.3.28  | 稲川英雄 高橋雄一        | 稲川英雄 高橋雄一        | （放送なし） | 吉井真美子 矢吹美枝子                     | 吉井真美子 矢吹美枝子                     | （放送なし） |
| 1975.3.31 | 1975.5.2   | 稲川英雄 高橋雄一 原國雄 | 稲川英雄 高橋雄一 原國雄 | （放送なし） | 矢吹美枝子 永井智恵子                     | 矢吹美枝子 永井智恵子                     | （放送なし） |
| 1975.5.5  | 1975.6.27  | 稲川英雄 高橋雄一 原國雄 | 稲川英雄 高橋雄一 原國雄 | （放送なし） | 矢吹美枝子 永井智恵子 大沼ヒサ子          | 矢吹美枝子 永井智恵子 大沼ヒサ子          | （放送なし） |
| 1975.6.30 | 1975.8.1   | 稲川英雄 高橋雄一 原國雄 | 稲川英雄 高橋雄一 原國雄 | （放送なし） | 永井智恵子 大沼ヒサ子                     | 永井智恵子 大沼ヒサ子                     | （放送なし） |
| 1975.8.4  | 1975.8.29  | 稲川英雄 高橋雄一 原國雄 | 稲川英雄 高橋雄一 原國雄 | （放送なし） | 永井智恵子 大沼ヒサ子 橋本浩美            | 永井智恵子 大沼ヒサ子 橋本浩美            | （放送なし） |
| 1975.9.1  | 1975.9.26  | 稲川英雄 高橋雄一 原國雄 | 稲川英雄 高橋雄一 原國雄 | （放送なし） | 永井智恵子 大沼ヒサ子 橋本浩美 稲垣きみよ | 永井智恵子 大沼ヒサ子 橋本浩美 稲垣きみよ | （放送なし） |
| 1975.9.29 | 1975.12.26 | 稲川英雄 高橋雄一 原國雄 | 稲川英雄 高橋雄一 原國雄 | （放送なし） | 橋本浩美 稲垣きみよ 安田美穂子            | 橋本浩美 稲垣きみよ 安田美穂子            | （放送なし） |
| 1976.1.5  | 1976.3.26  | 稲川英雄 高橋雄一 原國雄 | 稲川英雄 高橋雄一 原國雄 | （放送なし） | 安田美穂子 武藤順子 菅野恵子              | 安田美穂子 武藤順子 菅野恵子              | （放送なし） |
| 1976.3.29 | 1976.10.1  | 遠藤卓                   | 遠藤卓                   | （放送なし） | 永井智恵子                                | 永井智恵子                                | （放送なし） |
| 1976.10.4 | 1977.4.1   | 遠藤卓                   | 遠藤卓                   | （放送なし） | 坪郷佳英子                                | 坪郷佳英子                                | （放送なし） |
| 1977.4.4  | 1977.9.30  | 遠藤卓                   | 遠藤卓                   | （放送なし） | 上田恵子                                  | 上田恵子                                  | （放送なし） |
| 1977.10.3 | 1978.3.31  | 遠藤卓                   | 遠藤卓                   | （放送なし） | 平松千代子                                | 平松千代子                                | （放送なし） |
| 1978.4.3  | 1978.9.29  | 遠藤卓                   | 遠藤卓                   | （放送なし） | 志知美子                                  | 志知美子                                  | （放送なし） |
| 1978.10.2 | 1979.3.30  | 原國雄                   | 原國雄                   | （放送なし） | 北川則子                                  | 北川則子                                  | （放送なし） |
| 1979.4.2  | 1979.9.28  | 原國雄                   | 原國雄                   | （放送なし） | 斎藤知加子                                | 斎藤知加子                                | （放送なし） |
| 1979.10.1 | 1980.3.28  | 原國雄                   | 原國雄                   | （放送なし） | 大塚礼子                                  | 大塚礼子                                  | （放送なし） |
| 1980.3.31 | 1980.9.26  | 原國雄                   | 原國雄                   | （放送なし） | 朝岡直美                                  | 朝岡直美                                  | （放送なし） |
| 1980.9.29 | 1981.4.3   | 原國雄                   | 原國雄                   | （放送なし） | 斎藤理恵                                  | 斎藤理恵                                  | （放送なし） |
| 1981.4.6  | 1981.10.2  | 原國雄                   | 原國雄                   | （放送なし） | 遠藤靖子                                  | 遠藤靖子                                  | （放送なし） |
| 1981.10.5 | 1982.4.2   | 原國雄                   | 原國雄                   | （放送なし） | 吉田江津子                                | 吉田江津子                                | （放送なし） |
| 1982.4.5  | 1982.10.1  | 原國雄                   | 原國雄                   | （放送なし） | 近藤照美                                  | 近藤照美                                  | （放送なし） |
| 1982.10.4 | 1983.3.31  | 原國雄                   | 原國雄                   | （放送なし） | 長谷川順子                                | 長谷川順子                                | （放送なし） |
| 1983.4.1  | 1984.9.29  | 原國雄                   | 鈴木孝之                 | 鈴木孝之     | 波江野友子                                | 長谷川順子                                | 長谷川順子   |
| 1984.10.1 | 1985.3.30  | 原國雄                   | 鈴木孝之                 | 鈴木孝之     | 赤間裕子                                  | 長谷川順子                                | 長谷川順子   |
| 1985.4.1  | 1987.3.31  | 原國雄                   | 鈴木孝之                 | 鈴木孝之     | 長谷川順子                                | 青木久美子                                | 青木久美子   |
| 1987.4.1  | 1989.3.31  | 原國雄                   | 榎本文克                 | 榎本文克     | 青木久美子                                | 久田直子                                  | 久田直子     |
| 1989.4.1  | 1990.3.31  | 岩田雅人                 | 榎本文克                 | 榎本文克     | 久田直子                                  | 辻雅子                                    | 辻雅子       |
| 1990.4.2  | 1992.3.28  | 岩田雅人                 | 榎本文克                 | 榎本文克     | 住友真世                                  | 辻雅子                                    | 辻雅子       |
| 1992.3.30 | 1992.9.30  | 岩田雅人                 | 榎本文克                 | 榎本文克     | 住友真世                                  | 今野明美                                  | 今野明美     |
| 1992.10.1 | 1995.4.1   | 岩田雅人                 | 榎本文克                 | 榎本文克     | 黒木美和                                  | 浜中順子                                  | 浜中順子     |
| 1995.4.3  | 1996.9.28  | 岩田雅人                 | 榎本文克                 | 榎本文克     | 北上明子                                  | 浜中順子                                  | 浜中順子     |
| 1996.9.30 | 1997.3.29  | 金井淳郎                 | 原國雄                   | 原國雄       | 浜中順子                                  | 原田幸子                                  | 原田幸子     |

## コーナー

### 開始当初のコーナー
- ガンバレ!QSO（放送開始から約10分間の帯コーナー）
- スクーピック200（月）
- ひとすじの道（火）
- エンマちょう（水）
- ピンスポット（木）
- ヤングタウン（金）

## 放送時間
| 期間      | 期間       | 放送時間（JST）             | 放送時間（JST）             | 放送時間（JST）       | 備考 |
| 期間      | 期間       | 月 - 金曜日                 | 土曜日                      | 日曜日                | 備考 |
| --------- | ---------- | --------------------------- | --------------------------- | --------------------- | --- |
| 1973.10.1 | 1977.4.1   | 18:00 - 19:00（60分）       | （放送無し）                | （放送無し）          | |
| 1977.4.4  | 1983.3.31  | 18:00 - 18:30（30分）       | （放送無し）                | （放送無し）          | 『JNNニュースコープ』が20分→25分に枠拡大したため同番組を分離、18:55からは『あしたのあなた』を放送。                                                                         |
| 1983.4.1  | 1984.9.29  | 18:30 - 18:57（27分）       | 18:00 - 18:30（30分）       | （放送無し）          | JNNを離脱してFNNに加盟、新たに土曜版を設置した。平日18:57 - 19:00は『うすいお天気ミニミニ劇場』を放送。                                                                     |
| 1984.10.1 | 1985.3.30  | 18:20 - 19:00（40分）       | 18:00 - 18:30（30分）       | （放送無し）          | 平日18時から『FNNスーパータイム』が開始されたが、当初は1985年いっぱいまで内包せず別枠とされ、冒頭の東京発の司会者挨拶もそのまま流れた。ローカルニュースの差し替えの有無不明 |
| 1985.4.1  | 1985.12.28 | 18:20 - 19:00（40分）       | 18:30 - 19:00（30分）       | （放送無し）          | 『FNNスーパータイム』の土曜版が開始されたため土曜は30分繰り下げ。以後同枠のアニメは番組販売扱いの遅れネットで放送。                                                         |
| 1986.1.6  | 1993.3.27  | 18:00 - 18:55（55分）       | 18:00 - 18:55（55分）       | （放送無し）          | 『FNNスーパータイム』を内包し、お天気コーナーを分離（お天気リポート）。 |
| 1993.3.29 | 1996.9.29  | 18:00 - 18:55（55分）       | 18:00 - 18:55（55分）       | 17:30 - 18:00（30分） | 新たに日曜版を設置した。 |
| 1996.9.30 | 1997.3.30  | 17:59.45 - 18:55（55.25分） | 17:59.45 - 18:55（55.25分） | 17:30 - 18:00（30分） | |

## 番組タイトルの変遷
- 1973.10.1 - 1986.3.31：FTVテレポート
  - 1986.4.1 - 1997.3.30：FNN FTVテレポート
  - 1996.7.1 - 1998.3.28：テレポート525（17時台枠）
- 1997.3.31 - 1998.3.27：FNN FTVニュース555 テレポート ザ・ヒューマン（平日）
  - 1997.4.5 - 1998.3.29：FNN FTVニュース テレポート ザ・ヒューマン（週末）
- 1998.3.30 - 2000.4.2：FNN FTVスーパーニュース テレポート
  - 1998.3.30 - 2000.4.1：テレポート
  - 2000.4.3 - 2003.3.28：Lばんテレポート